# Per-Olov Andersson
Per-Olov Andersson, född 1957, är en svensk före detta professionell ishockeymålvakt.
Andersson har bland annat spelat för Kågedalens AIF och Luleå HF i Division 1.